# 제5회 아시안 필름 어워즈
제5회 아시안 필름 어워즈는 2011년 3월 21일에 열린 시상식이다.

## 수상 및 후보

### 최우수작품상
- 엉클 분미 - 아피찻퐁 위라세타쿤 수상
- 대지진 - 펑샤오강
- 고백 - 나카시마 테츠야
- 양자탄비파 - 강문
- 더 폴링 - 아누샤 리즈비
- 시 - 이창동

### 최우수감독상
- 시 - 이창동 수상
- 대지진 - 펑샤오강
- 양자탄비파 - 강문
- 13인의 자객 - 미이케 다카시
- 황해 - 나홍진
- 고백 - 나카시마 테츠야

### 남우주연상
- 황해 - 하정우 수상
- 양자탄비파 - 주윤발
- 조씨고아 - 갈우
- 맹갑 - 원경천
- 13인의 자객 - 야쿠쇼 코지

### 여우주연상
- 대지진 - 쉬판 수상
- 하녀 - 전도연
- 상실의 시대 - 키쿠치 린코
- 고백 - 마츠 다카코
- 검우강호 - 양자경

### 신인상
- 맹갑 - 조우정 수상
- 세월신투 - 리즈팅
- 더 폴링 - 온카르 다스
- 포화 속으로 - T.O.P
- 산사나무 아래 - 주동우

### 남우조연상
- 엽문 2 - 홍금보 수상
- 조씨고아 - 황효명
- 고백 - 오카다 마사키
- 부당거래 - 류승범
- 이끼 - 유해진

### 여우조연상
- 하녀 - 윤여정 수상
- 남동생 - 아오이 유우
- 고백 - 기무라 요시노
- 양자탄비파 - 류자링
- MADAME X - Shanty

### 최우수 각본상
- 시 - 이창동 수상
- 양자탄비파 - ZHU Sujin 외 5명
- 담배연기 속에 피는 사랑 - 맥희인 외 1명
- 검우강호 - 수 차오핑
- 부당거래 - 박훈정

### 최우수 촬영상
- 상실의 시대 - 리판빙 수상
- 악마를 보았다 - 이모개
- 맹갑 - 포헌명
- 전기도둑 - 카산 키디랄리예프
- 두 번째 이야기 - Chung-to

### 최우수 제작디자인상
- 13인의 자객 - 하야시다 유지 수상
- 적인걸: 측천무후의 비밀 - CHOO Sung-pong
- MADAME X - Eros EFLIN
- 맹갑 - HUANG Mei Ching
- 황해 - 이후경

### 최우수 작곡상
- 더 폴링 - 인디언 오션 수상
- 골든 슬럼버 - 사이토 카즈요시
- 검우강호 - Kam Pui-tat 외 1명
- 황해 - 이병훈
- 맹갑 - Sandee CHAN

### 최우수 편집상
- 악마를 보았다 - 남나영 수상
- 13인의 자객 - 야마시타 켄지
- 고백 - 코이케 요시유키
- 더 폴링 - 헤만티 사카르
- 산사나무 아래 - MENG Peicong

### 최우수 시각효과상
- 대지진 - 필 존스 수상
- 포화 속으로 - 김태훈 외 1명
- 적인걸: 측천무후의 비밀 - 필 존스
- 우주 전함 야마토 - 야마자키 타카시
- 아저씨 - 박정률

### 최우수 의상상
- 양자탄비파 - 장숙평 수상
- 13인의 자객 - SAWATAISHI Kazuihiro
- 적인걸: 측천무후의 비밀 - 여가안
- 상실의 시대 - Yen-Khe LUGUERN
- 하녀 - 최세연